# Bunselbæk
Bunselbæk (også Bonselbæk, på tysk Bonzelbek) er et mindre vandløb i Oversø Sogn i Sydslesvig i den nordtyske delstat Slesvig-Holsten, mellem Frørup og Frørupgård, som  løber ud i Trene over for Åmaj. 
Forleddet er uvis. Det kunne måske være en form af subst. bundsæd (bundfjæl på en arbejdsvogn). Navnet skulle i så fald hentyde til dårlige afgrøde, der kun kan dække bundfjælen. 